# Luis Prieto (futbolista paraguayo)
Luis Carlos Prieto Zayas (Encarnación, Paraguay, 20 de abril de 1988) es un jugador paraguayo que juega de defensa central: su pierna hábil es la zurda. Debutó en el año 2008 en la primera división del Club Olimpia de Paraguay, de donde hizo trayecto en las categorías inferiores

## Trayectoria
Nació el 20 de abril de 1988 en Encarnación, ciudad del Paraguay. Inició su carrera deportiva en su ciudad natal jugando desde pequeño en la escuela de fútbol 8 de Diciembre de Encarnación. A muy corta edad pasó a las inferiores del Club Olimpia, donde fue fichado.

### Club Olimpia
Ingresó a las divisiones inferiores del Club Olimpia a los 15 años de edad. Allí, jugando en la posición de zaguero central se consagró "campeón absoluto" en dos años consecutivos, temporada 2003 (categoría sub-15) y en la temporada 2004 (categoría sub-16) del torneo de divisiones inferiores de la APF (Asociación Paraguaya de Futbol). Antes de pasar a la categoría de primera división llevó la capitanía del equipo.
Su debut profesional en el cuadro principal se produjo el 25 de mayo de 2008, a los 20 años. En ese momento el director técnico era Gustavo Costas, jugó desde los 67 minutos ante Silvio Pettirosi, en cancha de Libertad (estadio "Dr. Nicolás Leoz").

## Clubes
| Club                  | País     | Año         |
| --------------------- | -------- | ----------- |
| Olimpia               | Paraguay | 2008 - 2011 |
| Sportivo Trinidense   | Paraguay | 2011        |
| Resistencia SC        | Paraguay | 2012        |
| Magallanes            | Chile    | 2012 - 2013 |
| Club Rubio Ñu         | Paraguay | 2013 - 2014 |
| Ayacucho FC           | Perú     | 2014 - 2015 |
| Sportivo San Lorenzo  | Paraguay | 2016        |
| Club 22 de Septiembre | Paraguay | 2017        |